# Polskie Radio Kielce

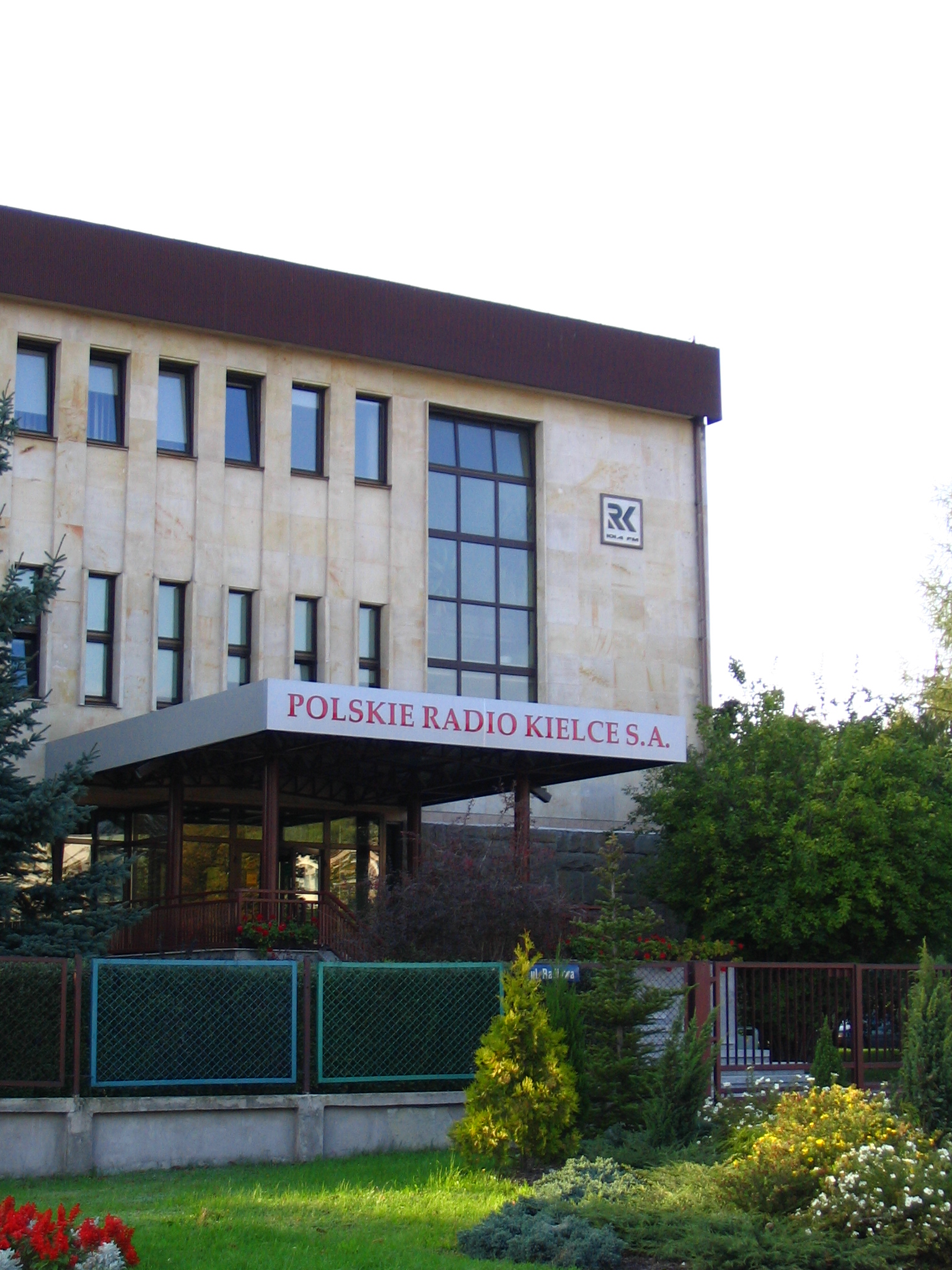
Siedziba Radia Kielce przy ulicy Radiowej 4

Radio Kielce – regionalna rozgłośnia Polskiego Radia nadająca z Kielc.
Radio to obejmuje swym zasięgiem całe województwo świętokrzyskie oraz spore fragmenty województw ościennych. Radio Kielce ma również pięć redakcji terenowych: w Jędrzejowie, Kazimierzy Wielkiej, Ostrowcu Świętokrzyskim, Sandomierzu i Starachowicach. Radia Kielce można również słuchać online na stronie radio.kielce.pl
Polskie Radio Kielce należy do Stowarzyszenia 4R (razem z Radiem Rzeszów, Radiem Lublin i Radiem Kraków) oraz należy do spółki Audytorium 17 zrzeszającej wszystkie rozgłośnie regionalne Polskiego Radia.
W 2022 kielecka rozgłośnia otrzymała Odznakę Honorową Województwa Świętokrzyskiego.

## Słuchalność
Według badania Radio Track (wykonane przez Millward Brown SMG/KRC) za okres listopad-kwiecień 2021/2022, wskaźnik udziału w rynku słuchalności Polskiego Radia Kielce wyniósł 8,4 proc., co dało tej stacji 3. pozycję w kieleckim rynku radiowym.

## Częstotliwości nadawania
Radio Kielce nadaje analogowo na częstotliwościach:
| Pasmo UKF                       | Pasmo UKF     | Pasmo UKF     | Pasmo UKF   | Pasmo UKF              |
| Lokalizacja nadajnika           | Częstotliwość | Moc Nadajnika | Polaryzacja | Charakterystyka Anteny |
| ------------------------------- | ------------- | ------------- | ----------- | ---------------------- |
| SLR Kielce Targowa              | 90,40 MHz     | 0,25 kW       | pionowa     | dookólna               |
| RTCN Święty Krzyż               | 101,40 MHz    | 120 kW        | pionowa     | dookólna               |
| SLR Dobromierz                  | 100,00 MHz    | 1 kW          | pionowa     | kierunkowa             |
| TON Kazimierza Wielka „Plechów” | 97,60 MHz     | 0,3 kW        | pionowa     | kierunkowa             |

## Odbiór cyfrowy
Od 2015 roku rozgłośni można było słuchać na radioodbiornikach naziemnej radiofonii cyfrowej DAB+, jednakże w maju 2016 przekaz został wyłączony. Planowana wcześniej jako drugi program cyfrowy Radia Kielce stacja z muzyką ludową od wakacji 2016 roku dostępna jest jako Folk Radio w internecie.
W sierpniu 2018 roku Radio Kielce wróciło do nadawania cyfrowego. Stacja w DAB+ pojawiła się wraz z Folk Radiem.